# Марко Колев
Марко Атанасов Колев е български офицер, генерал-лейтенант от пехотата, командир на взвод от 34-ти пехотен троянски полк през Балканската (1912 – 1913) и Междусъюзническата война (1913), командир на взвод от 9-и конен полк през Първата световна война (1915 – 1918), инспектор на конницата (1944) и началник на българската военна мисия при щаба на 3-ти украински фронт (1945) през Втората световна война (1941 – 1945).

## Биография
Марко Атанасов Колев е роден на 20 ноември 1892 г. в Плевен, Княжество България. Коренът на семейството е от с. Катунец, Ловешко. Бащата Атанас Колев е военен, подофицер. Семейството поради службата на бащата се премества в Ловеч. Марко Атанасов учи в Ловчанското петокласното училище, а след това в Априловска гимназия (Габрово). През 1911 г. постъпва във Военното на Негово Величество училище, но при избухването на Балканската война (1912 – 1913) като портупей юнкер е изпратен на фронта, където служи като командир на взвод от 34-ти пехотен троянски полк. Участва в боевете при Хайна, Караюсуф, Демирхисар и обсадата на Одринската крепост. През войната бива ранен. Награден е Народен орден „За военна заслуга“. През Междусъюзническа война (1913) е взводен командир, като за проявена храброст в боевете за „Връшка чука“, „Цвятков гроб“ и „Цветна чука“ е награден с войнишки кръст „За храброст“. След края на войните, завършва Военното училище, на 22 септември 1913 г. е произведен в чин подпоручик и назначен за командир на взвод в 3-ти ескадрон на 9-и конен полк в Русе.
През Първата световна война (1915 – 1918) подпоручик Марко Колев служи като командир на взвод от 9-и конен полк, част от 5-а конна бригада (1-ва пехотна софийска дивизия). На 5 октомври 1916 г. е произведен в чин поручик. За службата си като взводен командир, през 1918 г. поручик Килев е награден с Военен орден „За храброст“ IV степен, 2 клас, която награда е утвърдена и със заповед №355 от 1921 година.
След края на войната през 1918 г. е последователно командир на ескадрон в 2-ри конен полк в Лом, адютант на 5-а конна бригада, командир на 2-ри картечен ескадрон на 11-и конен полк и адютант на самия на 11-и конен полк. През февруари същата година завършва учи в офицерските курсове.
На 1 април 1919 г. е произведен в чин капитан и по-късно същия месец назначен на служба в 6-и конен полк, като през май е преместен в 9-и конен полк. Същата година учи в Кавалерийската школа, а през 1920 г. служи в 10-и конен полк.
В периода 8 август 1922 – 20 октомври 1923 г. капитан Колев е помощник на инструктора по кавалерийската част във Военното училище, след което от 1 декември 1923 до 4 януари 1929 е командир на ескадрон, адютант и после домакин на Лейбгвардейския конен полк, като междувременно на 1 май 1928 г. е произведен в чин майор. След това до 5 октомври 1933 г. е домакин, командир на специалния ескадрон и после помощник-командир на 2-ри конен полк, като на 2 септември 1932 г. е произведен в чин подполковник.
На 30 октомври 1933 г. подполковник Марко Колев е назначен за помощник-командир на 3-ти конен полк, на която служба е до 20 юни 1934 г., а от 28 юни 1934 г. до 17 април 1935 г. е помощник-командир на 2-ри конен полк, когато е назначен за командир на полка. По време на военни маневри през есента на 1934 г. показва блестящи военни умения. На 15 ноември 1935 г. е уволнен от служба, заедно с други висши офицери, заподозрени в участие в опита за преврат.. На 3 октомври 1936 г. е произведен в чин полковник.
Завръща се в Ловеч и превръща вилното си стопанство в образцова овощна и зеленчукова градина. Участва при създаването и дейността на Ловчанския комитет на ОФ.
По време на Втората световна война (1941 – 1945) на 3 октомври 1941 е произведен в чин генерал-майор, от 1 ноември 1944 е командир на 2-ра конна дивизия, като през 1944 г. за кратко е инспектор на конницата. През 1945 г. е назначен за началник на българската военна мисия при щаба на 3-ти украински фронт. В периода 1 януари 1946 – 7 октомври 1949 г. генерал-майор Колев е командир на 3-та армия, като на 29 април 1947 е произведен в чин генерал-лейтенант. През 1949 г. е уволнен от служба.
Занимава се с обществена дейност. Многократно е избиран за народен представител, окръжен и общински съветник. По негово настояване се строи Градския стадион в Ловеч и е председател на Строителния комитет. Дарява на Държавен архив, Ловеч, богат документален и снимков материал за периода на войните 1912 – 1918 г.
Генерал-лейтенант Марко Колев умира на 13 април 1982 г. в София.

## Образование
- Военно на Негово Величество училище (1911 – 1913)

## Военни звания
- Подпоручик (22 септември 1913)
- Поручик (5 октомври 1916)
- Ротмистър (1 април 1919)
- Майор (1 май 1928)
- Подполковник (3 септември 1932)
- Полковник (3 октомври 1936)
- Генерал-майор (3 октомври 1941)[5]
- Генерал-лейтенант (29 април 1947)

## Награди
- Народен орден „За военна заслуга“ V степен (Балканска война)
- Войнишки кръст „За храброст“ (Междусъюзническа война)
- Военен орден „За храброст“ IV степен, 2 клас (1917/1921)
- Орден „Св. Александър“ (Първа световна война)
- Народен орден „За военна заслуга“ IV степен
- Орден „Александър Невски“ (СССР, 1945)